# 퍼센트 인코딩
퍼센트 인코딩(percent-encoding)은 URL에 문자를 표현하는 문자 인코딩 방법이다. 이 방법에 따르면 알파벳이나 숫자 등 몇몇 문자를 제외한 값은 옥텟 단위로 묶어서, 16진수 값으로 인코딩한다.
| 인코딩        | UTF-8                                | EUC-KR                   |
| ------------- | ------------------------------------ | ------------------------ |
| 16진수 표현   | EC 9C 84 ED 82 A4 EB B0 B1 EA B3 BC  | C0 A7 C5 B0 B9 E9 B0 FA  |
| 퍼센트 인코딩 | %EC%9C%84%ED%82%A4%EB%B0%B1%EA%B3%BC | %C0%A7%C5%B0%B9%E9%B0%FA |

## 규약
퍼센트 인코딩 규약은 RFC 3986에 정의되어 있다. 이 RFC에 따르면 URL에서 중요하게 사용되는 예약(reserved) 문자가 있고, 또한 인코딩이 필요하지 않은 비예약(unreserved) 문자가 존재한다.
예약 문자는 다음과 같다. 이들 중 일부는 URI에서 중요한 문법적 의미를 가지고 있기 때문에, 그 의미로 사용할 것이 아니라면 반드시 인코딩을 해야 한다.
| ! | * | ' | ( | ) | ; | : | @ | & | = | + | $ | , | / | ? | # | [ | ] |

비예약 문자는 다음과 같다. 이들 문자는 퍼센트 인코딩을 할 필요가 없고, 인코딩을 안 하는 것을 권장한다.
| A | B | C | D | E | F | G | H | I | J | K | L | M | N | O | P | Q | R | S | T | U | V | W | X | Y | Z |  |
| a | b | c | d | e | f | g | h | i | j | k | l | m | n | o | p | q | r | s | t | u | v | w | x | y | z |  |
| 0 | 1 | 2 | 3 | 4 | 5 | 6 | 7 | 8 | 9 | - | _ | . | ~ |   |   |   |   |   |   |   |   |   |   |   |   |  |

## 같이 보기
- 이스케이프 시퀀스
- 유니코드